# Brazos Bend
Brazos Bend – miasto w Stanach Zjednoczonych, w stanie Teksas, w hrabstwie Hood.